# Aricia glomerata
Aricia glomerata är en fjärilsart som beskrevs av Tutt 1912. Aricia glomerata ingår i släktet Aricia och familjen juvelvingar. Inga underarter finns listade i Catalogue of Life.